# Gabbia di Faraday

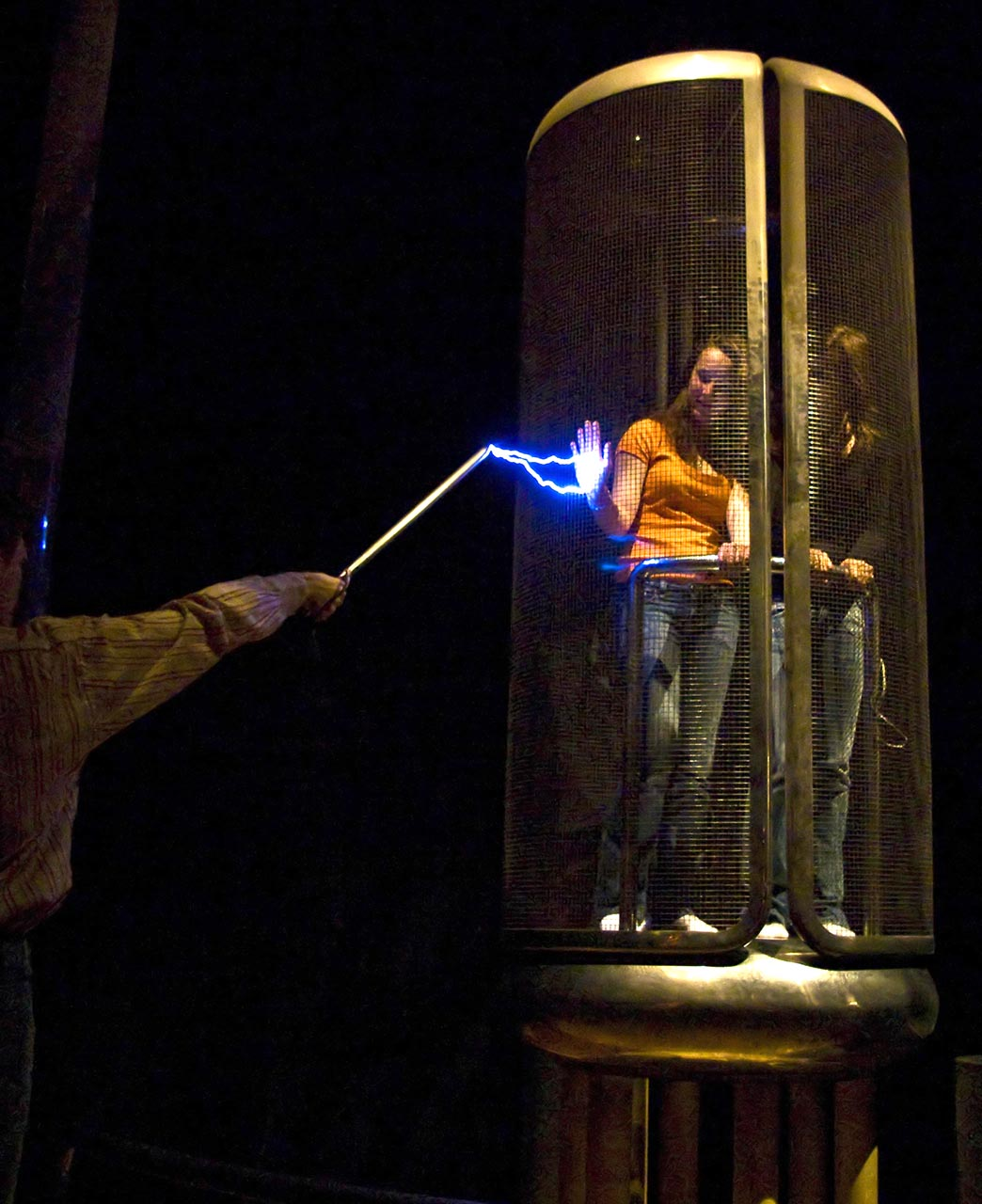
La gabbia di Faraday protegge chi sta all'interno dalle scariche elettriche.

Con gabbia di Faraday si intende qualunque sistema costituito da un contenitore in materiale elettricamente conduttore (o conduttore cavo) in grado d'isolare l'ambiente interno da un qualunque campo elettrostatico presente al suo esterno, per quanto intenso questo possa essere.
È utilizzato il termine gabbia per sottolineare che il sistema può essere costituito, oltre che da un foglio metallico continuo, anche da una rete o una serie di barre opportunamente distanziate.  
È da osservare tuttavia che il corpo esterno non sarà altrettanto isolato come quello interno, poiché la gabbia, essendo attraversata da una carica elettrostatica attiva, una volta raggiunto un elevato potenziale elettrico cercherà di scaricare l'eccessiva potenzialità su corpi vicini esternamente.

## Storia

### La scoperta di Faraday

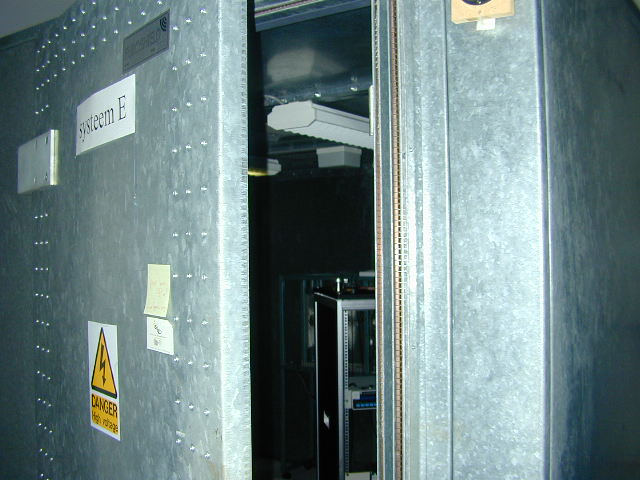
Entrata di una stanza di Faraday

Nel 1836, Michael Faraday osservò che in un conduttore cavo, elettricamente carico, le cariche si concentrano sulla superficie esterna e non hanno alcuna influenza su ciò che si trova all'interno. Per dimostrarlo costruì una stanza rivestita da un foglio metallico e applicò dall'esterno l'alta tensione prodotta da un generatore elettrostatico. Utilizzando un elettroscopio mostrò che all'interno della stanza non era presente carica elettrica.

## Descrizione

### Principio di funzionamento

Distribuzione delle cariche in una gabbia di Faraday.

Il funzionamento della gabbia di Faraday è spiegabile in funzione del teorema di Gauss che permette di descrivere la distribuzione di carica elettrica in un conduttore.
Intuitivamente, poiché le cariche di segno uguale si respingono, esse tendono a portarsi alla massima distanza reciproca, che corrisponde alla situazione in cui esse sono concentrate alla periferia del conduttore. Se la superficie è approssimabile a un conduttore ideale (quale una superficie metallica chiusa), su di essa si determina una superficie equipotenziale, ovvero una superficie in cui il potenziale elettrico è identico in ogni punto, e il campo elettrico all'interno è nullo.
Si consideri ora il caso di una cavità nel conduttore: dal teorema di Gauss e della divergenza segue che il flusso del campo elettrico nella superficie interna delimitante la cavità deve essere nullo, non essendo presente carica all'interno. Si potrebbe supporre allora un campo elettrico solenoidale, ma ciò è impossibile per via del fatto che il campo considerato è un campo statico, e dunque a circuitazione nulla sulla superficie interna. Essendo questo campo privo di vortici e sorgenti, deve essere pertanto identicamente nullo.
Dal medesimo teorema di Gauss, deriva anche il principio di funzionamento del parafulmine a punta. Il potere delle punte è la tendenza delle cariche elettriche ad accumularsi dove la superficie è più piccola, essendovi il campo elettrico più intenso.
La gabbia di Faraday è meglio comprensibile come approssimazione di un conduttore cavo ideale. Campi elettromagnetici applicati esternamente o internamente producono forze sui portatori di carica (in genere elettroni) all'interno del conduttore, e le cariche vengono ridistribuite di conseguenza (e così si generano correnti elettriche di breve durata). Dopo che le cariche si sono ricollocate in modo da annullare il campo elettrico applicato all'interno, le correnti cessano.
Se una carica viene posta all'interno di una gabbia di Faraday senza messa a terra, la faccia interna della gabbia diventa carica (allo stesso modo accade sulla faccia esterna per una carica esterna) per impedire l'esistenza di un campo all'interno del corpo della gabbia. Tuttavia, questa carica della faccia interna ridistribuisce le cariche nel corpo della gabbia. Questa carica la faccia esterna della gabbia con una carica uguale in segno e grandezza a quella posizionata all'interno della gabbia mentre sulla faccia interna ci sarà la medesima carica ma con segno opposto (si guardi l'illustrazione nella voce "conduttore elettrico").
Poiché la carica interna e la faccia interna si annullano a vicenda, la diffusione di cariche sulla faccia esterna non è influenzata dalla posizione della carica interna alla cavità della gabbia. Così la gabbia genera lo stesso campo elettrico che genererebbe se fosse semplicemente influenzata dalla carica posta all'interno. 
Lo stesso non vale per le onde elettromagnetiche, in cui campo elettrico e magnetico sono variabili nel tempo.
Nel caso in cui la carica interna venga posta sulla superficie interna in un breve lasso di tempo i portatori torneranno a distribuirsi in modo uniforme ed equo sulle due pareti ma il conduttore non sarà più complessivamente neutro perciò metà della carica inizialmente nella cavità sarà sulla superficie interna e metà su quella esterna perciò le due pareti avranno medesima carica con lo stesso segno.
Se la gabbia è a terra, le cariche in eccesso andranno alla terra invece che alla faccia esterna, per cui la faccia interna e la carica interiore si annullano a vicenda e il resto della gabbia manterrà una carica neutra e ciò costituisce un efficace dispositivo di sicurezza. Lo stesso accade se la carica in eccesso va a collocarsi sulla superficie esterna.
Il modello precedentemente descritto si applica a campi statici. Quando la gabbia è attraversata da corrente elettrica, non si è più in condizioni di elettrostaticità e nel metallo sussiste una differenza di potenziale non nulla che permette la corrente stessa; in tali condizioni, vale la legge di Ohm e parte della corrente potrebbe attraversare un corpo posto al suo interno; questo rende la gabbia di Faraday uno strumento di protezione non infallibile. 
Qualora si consideri un'onda elettromagnetica incidente, l'effetto della gabbia è spiegabile in modo differente. Un campo elettromagnetico che incide sulla superficie conduttrice vi induce un movimento di cariche (corrente elettrica) che genera un campo magnetico tale da opporsi al campo inducente (vedi Legge di Faraday-Neumann-Lenz). Ciò di fatto impedisce al campo di attraversarla, sia verso l'interno, sia verso l'esterno.
L'efficacia di schermatura di un campo elettromagnetico dipende dalla geometria del materiale. Nel caso di un campo elettrico variabile non lineare, e quindi un campo magnetico variabile accoppiato, più veloci sono le variazioni (cioè, maggiori sono le frequenze), meglio il materiale resiste alla penetrazione, ma d'altra parte aumenta anche il campo elettromagnetico che passa attraverso una maglia di dimensione data della gabbia. In questo caso la schermatura dipende anche dalla conducibilità elettrica dei materiali conduttori utilizzati nelle gabbie, così come dal loro spessore.
Nelle realizzazioni pratiche l'effetto schermante è limitato dalla resistenza elettrica del materiale che per effetto Joule riduce l'entità delle correnti indotte. Molti materiali conduttori presentano, inoltre, il fenomeno del ferromagnetismo, che limita l'effetto schermante alle basse frequenze.
La profondità a cui il campo elettromagnetico riesce a penetrare è descritta dall'effetto pelle.

## Applicazioni pratiche
Questo effetto schermante è utilizzato per proteggere ambienti e apparati da campi esterni, come per esempio quelli generati dai fulmini.

### Impianto parafulmine
La gabbia di Faraday  è il sistema di protezione più adottato per la protezione degli edifici contro le scariche atmosferiche.
La gabbia di Faraday è formata da:
- organi di raccolta  costituiti da una rete di conduttori elettrici a maglie saldate fra loro disposti sulla copertura da proteggere;
- organi di discesa o calate che collegano gli organi di raccolta ai dispersori di terra dell'edificio.

### Elettronica
Un'altra applicazione si ha in elettronica per eliminare le interferenze di campi elettromagnetici esterni in apparecchi radio e per telecomunicazioni, oppure per evitare la fuoriuscita di campi elettromagnetici da un ambiente, come nel caso del forno a microonde. In quest'ultimo è presente una rete metallica sullo sportello: in questo modo, durante il suo utilizzo, si è schermati dalle microonde mantenendo la possibilità di vedere le pietanze.

## Curiosità
L'uso di un forno a microonde come gabbia di Faraday per evitare la fuoriuscita di campi elettromagnetici da un ambiente chiuso è mostrato nel film Snowden, quando il protagonista Edward Snowden vi ripone i cellulari dei giornalisti che sono venuti a intervistarlo proprio per evitare che trasmettano qualsiasi cosa fuori dalla camera d'albergo, a sua insaputa.
La gabbia di Faraday è citata anche nella serie TV Better Call Saul da Chuck, che ne crea una in casa propria dopo essere stato in ospedale nell'episodio finale della seconda stagione.
Nel film Transcendence, il protagonista Will Caster, interpretato da Johnny Depp, costruisce una Gabbia di Faraday nel suo giardino utilizzando del rame, per creare un ambiente isolato dal mondo esterno per sé e per la moglie Evelyn.
Nella serie TV Lost in Space due dei protagonisti Maureen Robinson e sua figlia Penny, interpretate rispettivamente da Molly Parker e Mina Sundwall si proteggono dai fulmini di un pianeta alieno in un veicolo che funge da gabbia di Faraday.
Nel film Nemico Pubblico (Enemy of the state)  L’agente della NSA in pensione Edward Lyle tiene le sue apparecchiature elettroniche in una gabbia di Faraday nel seminterrato del suo covo segreto, per tenerle schermate dal mondo esterno.